# Хамамацуський медичний університет
Хамамацуський медичний університет (яп. 浜松医科大学, はままついかだいがく; англ. Hamamatsu University School of Medicine) — державний університет у Японії. Розташований за адресою: префектура Сідзуока, місто Хамамацу, район Хіґасі, квартал Хандаяма 1-20-1. Відкритий у 1974 році. Скорочена назва — Хамаї́-да́й (яп. 浜医大, はまいだい).

## Факультет
- Медичний факультет (яп. 医学部)[1]

## Аспірантура
- Медична аспірантура (яп. 医学研究科)